# Koncept Stockholm
KonceptTM är en svensk arkitekt– och designbyrå som grundades 1996 av  Nils Nilsson, Ann-Marie Ekroth, Cecilia Clase och Ulf Maxe.  Företaget har sitt kontor i Stockholm och har 35 medarbetare 2025.

## Verksamhet

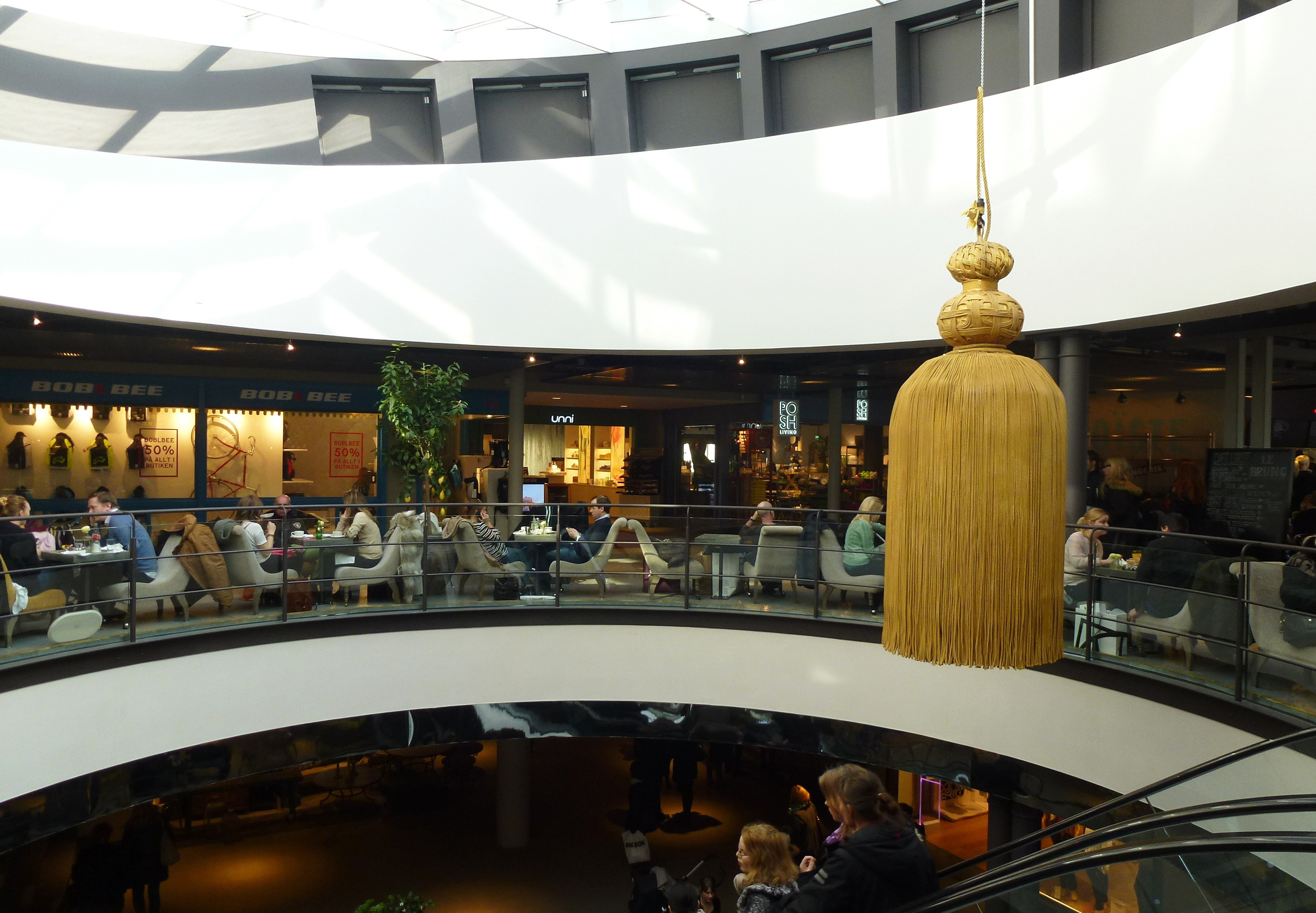
MOOD Stockholm, 2012.

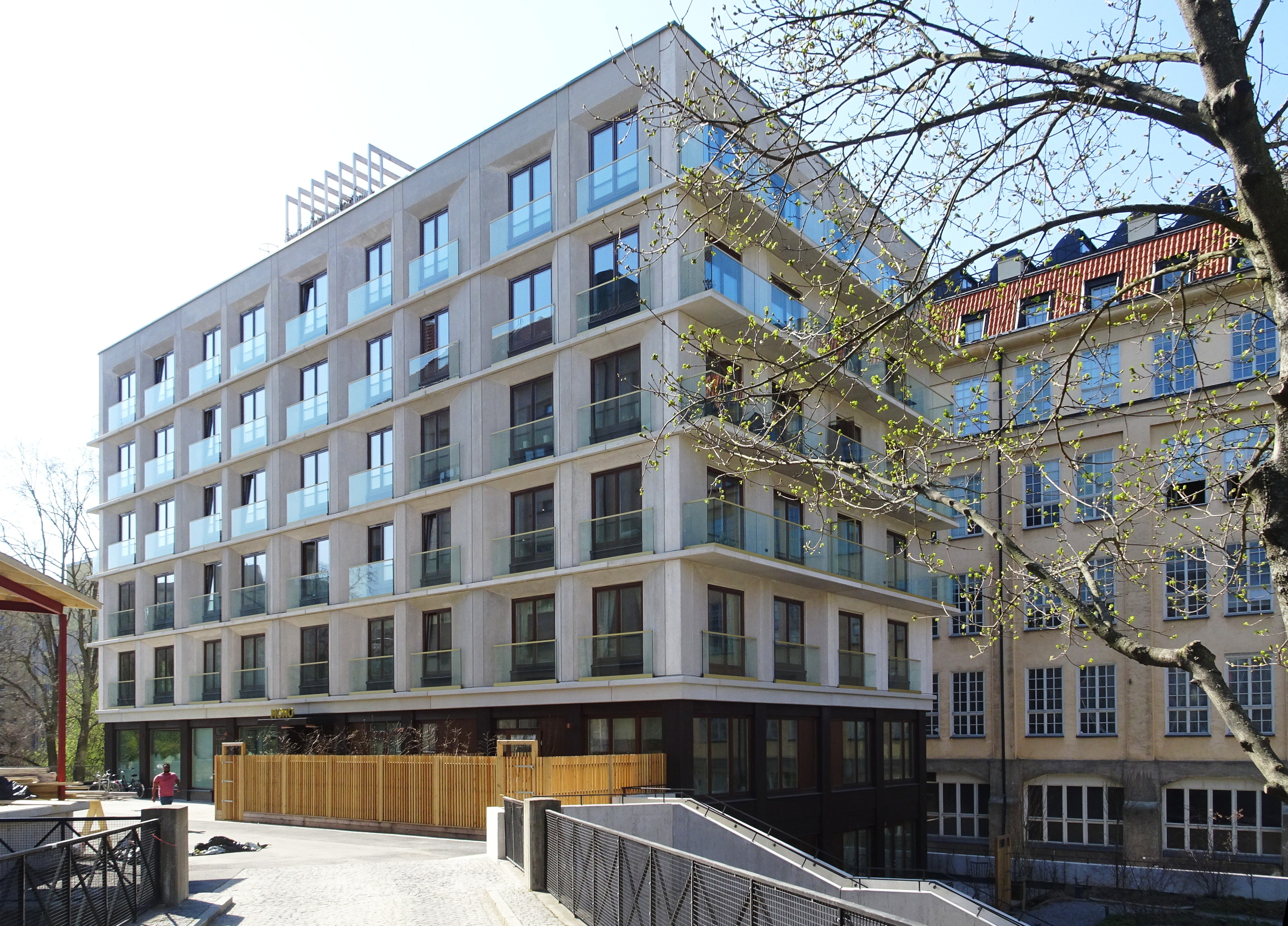
Mono, flerbostadshus, 2018.

Koncept arbetar med byggnadsarkitektur, inredningsarkitektur och möbeldesign. Uppdragsgivarna är företag, främst i Sverige, men även internationellt inom affärsområdena handel, hotell och restaurang, kontor och bostäder. 
De har uppmärksammats för deras fastighetsutveckling av PUB vid Hötorget i Stockholm. Våren 2016 öppnades fastigheten åter upp, denna gång som hotellkedjan Scandics nya hotell, Haymarket by Scandic. Hotellet är inrett i Art déco-stil som en hyllning till fastighetens grundutförande på 20-talet . Andra hotell som företaget varit med och utvecklat är Story Hotel , samt Copperhill Mountain Lodge .
Kontoret är även med och utvecklar bostäder och kontor i området kring det gamla Värtagasverket  i Norra Djurgårdsstaden, som är ett stadsutvecklingsprojekt i de nordöstra delarna av Stockholms innerstad.
I maj 2017 förvärvades Koncept, som ett helägt och fristående dotterbolag, till AFRY.

### Projekt i urval
- MOOD Stockholm, 2012, konceptidé, interiör och exteriör design
- Tiger of Sweden, 2007, internationellt butikskoncept
- Riche, 2002, Stockholm (i samarbete med Jonas Bohlin)
- Kungsleden AB Huvudkontor, 2015, Stockholm
- Coop Norden Huvudkontor, 2014, Stockholm
- Mono, flerbostadshus, 2018, Stockholm